# Административно-территориальное деление Якутии
Административно-территориальное деление Якутии — территориальная организация государственной и местной власти в Республике Саха (Якутия) как субъекте Российской Федерации.

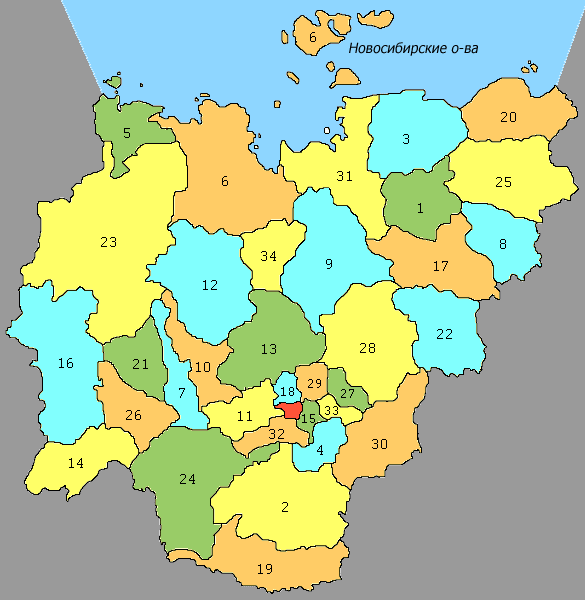
Карта административно-территориального устройства Республики Саха (Якутия).
Красным выделена территория города республиканского значения Якутска (городских округов Якутск и Жатай).

## Административно-территориальное устройство
Согласно Конституции Республики Саха (Якутия) и Закону «Об административно-территориальном устройстве Республики Саха (Якутия)», субъект РФ включает следующие административно-территориальные единицы: 1 город республиканского значения (Якутск), 34 улуса (района) и входящие в их состав наслеги (сельские округа), города улусного (районного) подчинения, посёлки (посёлки городского типа) и сёла. Административно-территориальные единицы в местах компактного проживания коренных малочисленных народов Севера могут иметь статус национальных административно-территориальных образований.
На 1 января 2017 года в состав Якутии входили административно-территориальные единицы:
- 34 улуса (района), в том числе 4 национальных (Анабарский национальный (долгано-эвенкийский), Жиганский эвенкийский, Оленёкский эвенкийский, Эвено-Бытантайский);
- 1 город республиканского значения (Якутск);
- 48 городских поселений (городов и пгт);
- 361 сельское поселение (наслег, в том числе 48 национальных наслегов).

Количество населённых пунктов на 1 января 2017 года:
- 13 городов (4 города республиканского и 9 городов улусного (районного) подчинения);
- 42 посёлка городского типа[4];
- 582 села (сельских населённых пункта).

Города республиканского подчинения, за исключением Якутска, входят в состав административных районов (улусов).

## Муниципальное устройство
В рамках муниципального устройства республики, в границах административно-территориальных единиц на 1 января 2019 года были образованы 445 муниципальных образований:
- 2 городских округа;
- 34 муниципальных района (в том числе 4 национальных: Анабарский долгано-эвенкийский, Жиганский эвенкийский, Оленёкский эвенкийский, Эвено-Бытантайский);
  - 48 городских поселений;
  - 361 сельское поселение.

## Районы (улусы) и городские округа
| №         | Флаг | Герб | Название русское                                   | Якутское название     | Код ОКАТО | Население, чел., (2023 г.) | Площадь, км² | Плотность населения, чел./км² | Административный центр |
| --------- | ---- | ---- | -------------------------------------------------- | --------------------- | --------- | -------------------------- | ------------ | ----------------------------- | ---------------------- |
| 1e-06     |      |      | Районы (улусы) / муниципальные районы              |                       |           |                            |              |                               |                        |
| 1         |      |      | Абыйский улус                                      | Абый улууһа           | 98 201    | ↘3786                      | 69434.51     | 0.05                          | пгт Белая Гора         |
| 2         |      |      | Алданский улус                                     | Алдан улууһа          | 98 203    | ↘39 279                    | 156819.78    | 0.25                          | город Алдан            |
| 3         |      |      | Аллаиховский улус                                  | Аллайыаха улууhа      | 98 206    | ↘2349                      | 107338.19    | 0,02                          | пгт Чокурдах           |
| 4         |      |      | Амгинский улус                                     | Амма улууһа           | 98 208    | ↘16 894                    | 29421.33     | 0,57                          | село Амга              |
| 5         |      |      | Анабарский национальный (долгано-эвенкийский) улус | Анаабыр улууhа        | 98 210    | ↘3454                      | 55558.28     | 0,06                          | село Саскылах          |
| 6         |      |      | Булунский улус                                     | Булуҥ улууһа          | 98 212    | ↗7997                      | 223582.55    | 0,04                          | пгт Тикси              |
| 7         |      |      | Верхневилюйский улус                               | Үөһээ Бүлүү улууһа    | 98 214    | ↘20 889                    | 42050.25     | 0.5                           | село Верхневилюйск     |
| 8         |      |      | Верхнеколымский улус                               | Үөһээ Халыма улууһа   | 98 215    | ↘3748                      | 67774.17     | 0.06                          | пгт Зырянка            |
| 9         |      |      | Верхоянский улус                                   | Үөһээ Дьааҥы улууһа   | 98 216    | ↗10 009                    | 137428.06    | 0.07                          | пгт Батагай            |
| 10        |      |      | Вилюйский улус                                     | Бүлүү улууһа          | 98 218    | ↗25 121                    | 55193.48     | 0.46                          | город Вилюйск          |
| 11        |      |      | Горный улус                                        | Горнай улууhа         | 98 220    | ↘12 004                    | 45624.32     | 0.26                          | село Бердигестях       |
| 12        |      |      | Жиганский национальный эвенкийский улус            | Эдьигээн улууһа       | 98 222    | ↘4086                      | 140222.21    | 0.03                          | село Жиганск           |
| 13        |      |      | Кобяйский улус                                     | Кэбээйи улууһа        | 98 224    | ↘11 188                    | 107789.29    | 0.1                           | пгт Сангар             |
| 14        |      |      | Ленский улус                                       | Ленскэй улууһа        | 98 227    | ↘32 106                    | 76999.16     | 0.42                          | город Ленск            |
| 15        |      |      | Мегино-Кангаласский улус                           | Мэҥэ Хаҥалас улууһа   | 98 229    | ↘33 110                    | 11733.05     | 2.82                          | пгт Нижний Бестях      |
| 16        |      |      | Мирнинский район                                   | Мииринэй улууһа       | 98 231    | ↘71 308                    | 165779.19    | 0.43                          | город Мирный           |
| 17        |      |      | Момский национальный эвенский улус                 | Муома улууһа          | 98 233    | ↗3783                      | 104626.74    | 0.04                          | село Хонуу             |
| 18        |      |      | Намский улус                                       | Нам улууһа            | 98 235    | ↘24 860                    | 11869.80     | 2.09                          | село Намцы             |
| 19        |      |      | Нерюнгринский район                                | Нүөрүҥгүрү улууhа     | 98 406    | ↗69 032                    | 98889.52     | 0.7                           | город Нерюнгри         |
| 20        |      |      | Нижнеколымский улус                                | Аллараа Халыма улууhа | 98 237    | ↗4211                      | 87117.54     | 0.05                          | пгт Черский            |
| 21        |      |      | Нюрбинский улус                                    | Ньурба улууһа         | 98 226    | ↘22 997                    | 52436.24     | 0.44                          | город Нюрба            |
| 22        |      |      | Оймяконский улус                                   | Өймөкөөн улууhа       | 98 239    | ↘7600                      | 92254.71     | 0.08                          | пгт Усть-Нера          |
| 23        |      |      | Оленёкский национальный эвенкийский улус           | Өлөөн улууһа          | 98 242    | ↗4361                      | 317976.06    | 0.01                          | село Оленёк            |
| 24        |      |      | Олёкминский улус                                   | Өлүөхүмэ улууһа       | 98 241    | ↘20 691                    | 160791.84    | 0.13                          | город Олёкминск        |
| 25        |      |      | Среднеколымский улус                               | Орто Халыма улууhа    | 98 246    | ↘6741                      | 125161.23    | 0.05                          | город Среднеколымск    |
| 26        |      |      | Сунтарский улус                                    | Сунтаар улууһа        | 98 248    | ↘22 352                    | 57804.08     | 0.39                          | село Сунтар            |
| 27        |      |      | Таттинский улус                                    | Таатта улууһа         | 98 204    | ↘16 858                    | 18984.08     | 0.89                          | село Ытык-Кюёль        |
| 28        |      |      | Томпонский улус                                    | Томпо улууhа          | 98 250    | ↘11 064                    | 135843.51    | 0.08                          | пгт Хандыга            |
| 29        |      |      | Усть-Алданский улус                                | Уус-Алдан улууһа      | 98 252    | ↘22 249                    | 18275.91     | 1.22                          | село Борогонцы         |
| 30        |      |      | Усть-Майский улус                                  | Уус-Маайа улууhа      | 98 254    | ↘7159                      | 95325.47     | 0.08                          | пгт Усть-Мая           |
| 31        |      |      | Усть-Янский улус                                   | Усуйаана улууһа       | 98 256    | ↗6809                      | 120278.08    | 0.06                          | пгт Депутатский        |
| 32        |      |      | Хангаласский улус                                  | Хаҥалас улууhа        | 98 244    | ↘34 435                    | 24680.47     | 1.4                           | город Покровск         |
| 33        |      |      | Чурапчинский улус                                  | Чурапчы улууhа        | 98 258    | ↗21 955                    | 12577.38     | 1,75                          | село Чурапча           |
| 34        |      |      | Эвено-Бытантайский национальный улус               | Эбээн-Бытантай улууhа | 98 259    | ↗2948                      | 52297.72     | 0.06                          | село Батагай-Алыта     |
| 34.000002 |      |      | Городские округа                                   |                       |           |                            |              |                               |                        |
| 35        |      |      | Жатай                                              | Жатай                 | 98 401    | ↗12 541                    | 22           | 570,05                        | пгт Жатай              |
| 36        |      |      | город Якутск                                       | Дьокуускай            | 98 401    | ↗384 979                   | 3600         | 106.94                        | город Якутск           |

## История

### 1638—1775 годы.Якутский уезд
Территория современной Якутии, именовавшаяся Ленским краем, была присоединена к России в 1630-40-е годы. До 1638 года она входила в состав Енисейского уезда. 
В августе 1638 года был образован самостоятельный Якутский уезд (воеводство) с центром в Ленском (Якутском) остроге (уездная администрация прибыла в острог в июле 1641 года), включивший в себя все территории к востоку от озера Байкал, но без обозначенных границ на востоке. В 1640-е годы в составе уезда были образованы 35 волостей: Атамайская, Батулинская, Батурусская, Баягантайская, Бетюнская, Бордонская, Борогонская, Бояназейская, Гурменская, Дюпсинская, Емкюнская (Жемконская), Кангаласская, Мальжагарская, Мегинская, Модутская, Намская, Нахарская, Нюрюктейская, Одейская, Олеская, Ордутская (Ергетская), Оспекская, Подгородная, Скорульская, Сыланская, Тагусская, Хатылинская, Хатырыгская, Чериктейская и Чумецкая.
Такое административно-территориальное деление Якутского уезда сохранялось вплоть до второго десятилетия XVIII века.
28 декабря 1708 года Якутский уезд вошёл в состав новообразованной Сибирской губернии (центр — город Тобольск).
29 мая 1719 года Указом Сената Сибирская губерния была разделена на 3 провинций. Якутский уезд вошёл в состав Тобольской провинции. Однако уже 26 ноября 1724 года он отошёл к Иркутской провинции, выделенной из Тобольской.
29 апреля 1731 года указом Правительствующего Сената «Об образовании самостоятельного Охотского правления» из состава Якутского уезда Иркутской провинции было выделено Охотское правление с центром в Охотском остроге, включавшее Охотско-Берингово побережье, Удский край, Камчатский полуостров и Курильские острова (см. далее АТД Хабаровского края).
19 октября 1764 года Якутский уезд вошёл в состав новообразованной Иркутской губернии.
14 марта 1773 года указом Иркутской губернской канцелярии Удский край был возвращён из Охотского правления в состав Якутского уезда.

### 1775—1783 годы.Якутская провинцияИркутской губернии
31 января 1775 года согласно законоположению «О новом разделении Иркутской губернии на провинции, воеводства и комиссарства» в составе Иркутской губернии была образована Якутская провинция. В её состав вошли:
- Алданское воеводство (центр — Амгинская слобода (временно), город Алдан), которое включало в себя: Батурусский, Борогонский и Мегинский улусы, Баягантайскую волость, Майское, Бутальское и Томторское зимовья, район Оймякона и Удский острог
- пять комиссарств (для управления периферийными территориями области):
  - Верхневилюйское
  - Верхоянское
  - Жиганское
  - Олёкминское (центр — Олёкминский острог)
  - Среднеколымское[12][17][18][19]

Так же до 1783 года Якутской провинции подчинялась вновь образовавшееся Киренское воеводство с Илимским комиссарством.

### 1783—1796 годы. Якутская область Иркутского наместничества

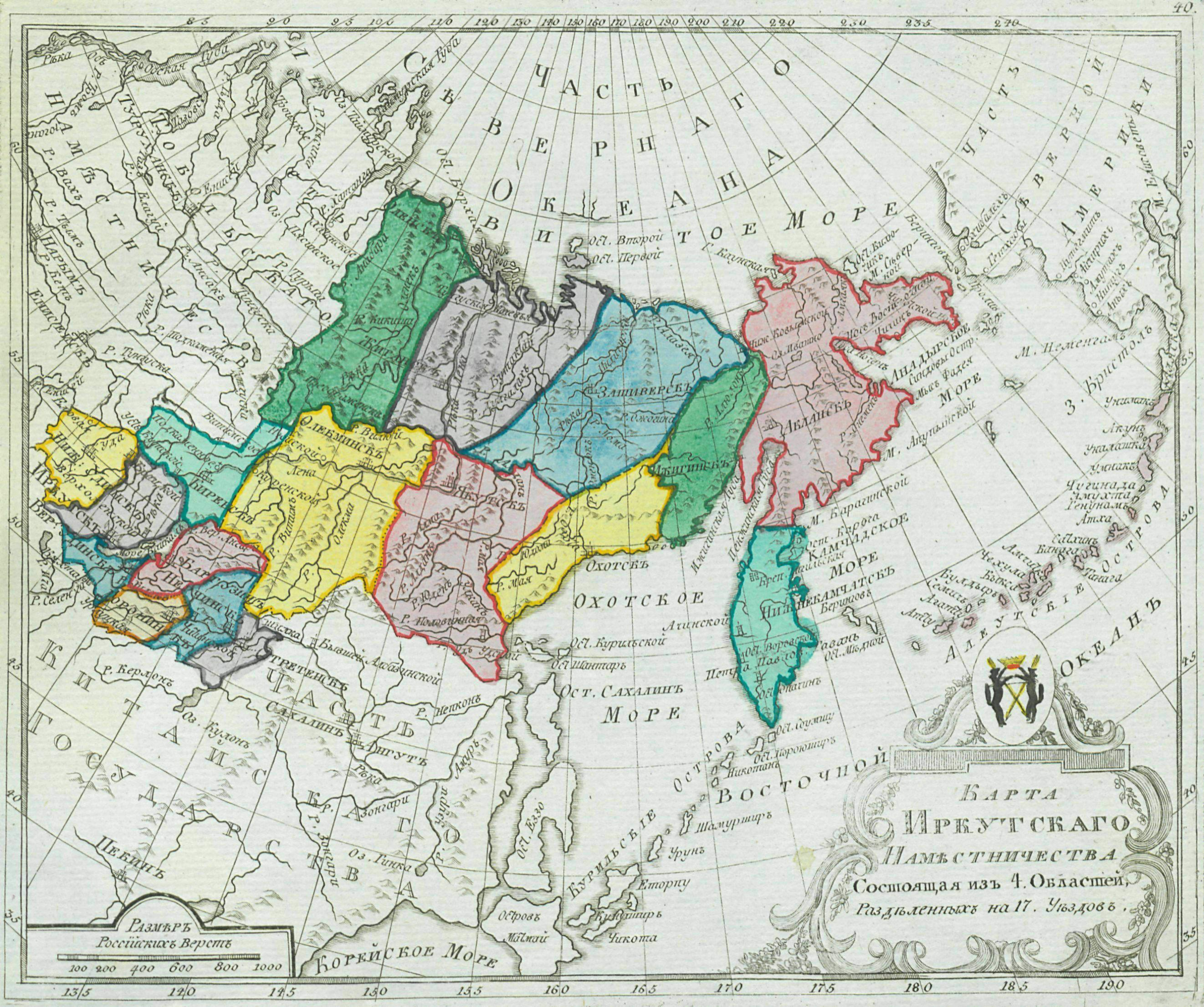
Уезды Якутской области Иркутского наместничества, 1792 год

6 марта 1783 года на основании Именного Указа было образовано Иркутское наместничество в составе четырёх областей, в том числе 14 марта 1784 года в Якутскую область была преобразована Якутская провинция. Вместо комиссарств и воеводства были учреждены пять уездов:
- Жиганский уезд (центр — город Жиганск)
- Зашиверский уезд (центр — город Зашиверск)
- Оленский уезд (Вилюйский) (центр — город Оленск)
- Олёкминский уезд (центр — город Олёкминск)
- Якутский уезд (центр — город Якутск)

### 1796—1805 годы Якутский уезд Иркутской губернии
12 декабря 1796 года вышел Именной указ «О новом разделении государства на губернии», согласно которому в марте следующего года Иркутское наместничество было преобразовано в губернию, области, в том числе Якутская, — в уезды, а уезды — в комиссарства.
По указу от 11 августа 1803 года в Якутском уезде было образовано семь комиссарств:
- Амгинское
- Верхневилюйское (центр — Верхневилюйское поселение)
- Жиганское (центр — город Жиганск)
- Зашиверское
- Олёкминское
- Среднеколымское
- Удское

### 1805—1851 годы. Якутская область Иркутской губернии
22 апреля 1805 года согласно Именному указу, из северо-восточной части Иркутской губернии (Якутский уезд) была образована Якутская область Иркутской губернии. Этим же указом Жиганское и Зашиверское комиссарства были объединены в Верхоянское комиссарство, Амгинское и Удское — в Якутское комиссарство.
22 июня 1822 года согласно «Положению об управлении Сибирскими губерниями» Якутская область была разделена на пять округов:
- Верхоянский (центр — город Верхоянск)
- Вилюйский (центр — город Вилюйск)
- Олёкминский (центр — город Олёкминск)
- Среднеколымский (позже — Колымский)
- Якутский[21]

2 декабря 1849 года в состав области на правах округа вошёл Охотский край.

### 1851—1922 годы. Якутская область (губерния)
16 августа 1851 года на основании «Положения об управлении Якутской областью» Якутская область была отделена от Иркутской губернии и с 1 января 1852 года стала самостоятельной административной единицей на правах губернии в составе Восточно-Сибирского генерал-губернаторства.
31 октября 1857 года Удский (Охотский) край был передан из Якутской области в состав Приморской области.
16 декабря 1897 года решением Якутского областного правления в округах были образованы волости: в Вилюйском округе — Нюрбинская, в Олёкминском — Нохтуйская и Чекурская, в Якутском — Амгинская, Иситская, Павловская и Покровская.
К 1917 году в состав Вилюйского округа входило 7 улусов: Верхневилюйский, Западно-Вилюйский, Мархинский, Нюрбинский, Средневилюйский, Сунтарский и Хочинский.
21 августа 1920 года Якутская область была преобразована в губернию, а округа — в уезды.
30 марта 1922 года вышел указ Временного Приамурского правительства о полном ему подчинении Якутской области.

### 1922—1991 годы.Якутская АССР

#### 1922—1930 годы
Якутская АССР в составе РСФСР была образована постановлением ВЦИК 27 апреля 1922 года. В состав автономной республики вошли Якутская губерния; Хатанго-Анабарский район Енисейской губернии, Олёкминско-Сунтарская волость Киренского уезда, все острова Северного Ледовитого океана между 84 и 140 градусами восточной долготы; Охотский уезд Камчатской области.
4 апреля 1923 года постановлением ВЦИК Охотский уезд был передан Камчатской губернии.
В 1926 году вместо 5 уездов были созданы 6 округов, которые делились на улусы, волости, сельсоветы (с/с), наслеги и наслежные советы (н/с).
| Округ       | Центр           | Улусы, волости и сельские и наслежные Советы |
| ----------- | --------------- | --- |
| Верхоянский | город Верхоянск | улусы: Верхоянский (16 наслегов), Жиганский (8 наслегов), Устьянский (6 наслегов); с/с Русское Устье |
| Вилюйский   | город Вилюйск   | улусы: Верхне-Вилюйский, Мархинский, Мастахский, Нюрбинский, Средне-Вилюйский, Сунтарский, Удюгейский, Хочинский; Качайская вол., Сунтарский с/с |
| Колымский   | город Колымск   | улусы: Колымский (11 наслегов), Эльгитский (5 наслегов) и 8 с/с |
| Ленский     | село Мухтуя     | сельсоветы: Витимский, Мухтуйский, Нюйский, Половинский; наслежные советы: Мегинско-Татакановский, Наторский, Нахарский, Нерюктейский |
| Олёкминский | город Олёкминск | сельсоветы: Амчинско-Олёкминский, Кочегаровский, Нохтуйский, Урицкий, Харьялахский; наслежные советы: Абачинский, Каменский, Кыллахский, Кятчинский, Мальжегарский, Нюрюктейский I, Нюрюктейский II |
| Якутский    | город Якутск    | улусы: Амгинский I (18 наслегов), Батурусский (15 наслегов), Баягантайский (17 наслегов), Борогонский (16 наслегов), Восточно-Кангаласский (20 наслегов), Дюпсинский (8 наслегов), Западно-Кангаласский (29 наслегов), Майский (5 наслегов), Мегинский (24 наслега), Намский (22 наслега), Оймяконский (3 наслега), Таттинский (17 наслегов); волости: Амгинская 1-я, Иситская, Покровская; сельсоветы: Владимирский, Кильдемский, Мархинский, Никольский, Новониколаевский, Павловский, Петропавловский, Хатын-Аринский, Хатын-Урахский, Катангских родов тунгусов (7 наслегов), Балгантайских родов тунгусов (3 наслега) |

Улусы, наслеги и наслежные советы были образованы в районах проживания якутов и малочисленных народов Севера, а сельсоветы и волости — в местах преобладания русского населения.
16 июня 1924 года решением Якутского ЦИК был образован Булунский округ, в состав которого вошёл Хатанго-Анабарский район).
6 августа 1925 года решением Президиума ЯЦИК был образован Алданский округ, в состав которого вошли Алдано-Тимптонский район Якутского округа и Тунгиро-Олёкминский район Олёкминского округа.
14 декабря 1925 года Ленский округ был упразднён, а его территория включена в Олёкминский округ.
29 декабря 1926 года был создан Тимптонский улус с центром на станции Якут (в 1927 году центр был перенесён в посёлок Нагорный).

#### 1930—1935 годы
В 1930 году в Якутской АССР начался процесс перехода от окружного деления к районному. Так в 1930 году были образованы следующие районы:
- 9 января — Мегежекский, Олёкминский, Сунтарский и Усть-Алданский[32][33][34][35]
- 30 января — Ленский[36]
- 10 февраля — Западно-Кангаласский и Намский[37][38]
- 25 марта — Чурапчинский[39]
- 5 мая — Алданский и Тимптонский (путём реорганизации одноимённого улуса)[31][40]
- 25 мая — Абыйский и Среднеколымский[40]
- 10 декабря постановлением Якутского ЦИК «О новом административно-территориальном районировании в Якутской Автономной Социалистической Республике» был ликвидирован Булунский округ. В тот же день постановлением Президиума ВЦИК РСФСР «Об организации национальных объединений в районах расселения малых народностей Севера» в Якутской АССР были созданы 5 национальных эвенских районов, в том числе и на территории ликвидированного Булунского округа:
- Анабарский национальный (Эвенский) (центр — Уджа), в состав которого включили из Якутской АССР территорию бывшего Булунского округа в районе системы рек Анабара и Уджи, а также верховье реки Оленёк
- Булунский национальный (Эвенский) (центр — Булун), в состав которого включили из Якутской АССР территорию бывшего Булунского округа в районе низовьев рек Лены и Оленёк
- Вилюйско-Мархинский национальный (Эвенский) (центр — район реки Вилюя при впадении в неё реки Чоны), в состав которого включили из Якутской АССР территорию в районе верхнего течения рек Вилюи и низовьев Чоны с её притоками
- Жиганский национальный (Эвенский) (центр — Жиганск), в состав которого включили из Якутской АССР территорию в районе нижнего течения реки Лены от притока Бахадунка, реки Муна и среднего течения реки Оленёк
- Тукуланский национальный (Эвенский) (центр — на Алдане, в районе Томмота), в состав которого включили из Якутской АССР территорию в районе реки Алдана с её притоками: Северный Нимгер, Чомпола, низовье реки Тимптона и район (верховье) реки Амга

Этим же постановлением из Якутской АССР были переданы в:
- Витимо-Олёкминский национальный (Эвенкийский) округ — территория в районе рек Нюкжи и Олёкмы, так называемый Тупиковский туземный район (см. дальше АТД Забайкальского края)
- Охотско-Эвенский национальный округ — территория части якутской тунгусской полосы, расположенная по левому берегу реки Аллах-Юня, районы реки Неры, притоки Колымы по Коркодон включительно, верховья рек Омолона и Индигирки и их притоков и система реки Мая (см. дальше АТД Хабаровского края)
- Таймырский национальный (Долгано-Ненецкий) округ — Хатанго-Анабарский район;
- Чукотский НО — территория Восточной тундры с границей по правому берегу реки Алазеи и Западной тундры, районы среднего и нижнего течения реки Омолона (см. дальше АТД Чукотского АО)
- Джелтулакский национальный (Эвенский) район — район верхнего течения реки Тымптона и Алдана (см. дальше АТД Амурской области)
- Зейско-Учурский национальный (Эвенский) район — район реки Гыныма, верховье Сутама и Учура (см. дальше АТД Амурской области)
- Катанский национальный (Эвенкийский) район — район в бассейне Нижней Тунгуски и Чуны (см. дальше АТД Иркутской области)[41][42]

10 мая 1931 года вышло постановление Президиума ВЦИК «О национальных районах и внешних границах Якутской АССР», в соответствии с которым был образован ряд национальный эвенкийских районов. Этим же постановлением из Чукотского НО в состав Якутской АССР был передан район Западной Тундры, переименованный 20 мая в Нижне-Колымский район.
В 1931 году были образованы следующие районы:
- 20 мая — Аллаиховский (территория бывшего Булунского округа), Момский (центр — местность Мома), Томпонский, Усть-Майский (центр — посёлок Усть-Майя)[43][44][45]
- 21 мая — Усть-Янский (центр — село Казачье) — территория бывшего Булунского округа[46]
- 2 июня — Горный (путём разукрупнения Западно-Кангаласского и Намского районов)[47]

В августе 1931 года Вилюйско-Мархинский район был переименован в Садынский район.
31 января 1935 года Президиум ВЦИК утвердил в составе Якутской АССР 34 района:
- Абыйский (центр — село Абый)
- Алданский Промышленный (центр — посёлок Незаметный)
- Аллаиховский (центр — село Аллайха)
- Амгинский (центр — село Амга)
- Анабарский (центр — Уджа)
- Булунский (центр — посёлок Булун)
- Верхоянский (центр — город Верхоянск)
- Вилюйский (центр — город Вилюйск)
- Вилюйско-Мархинский (центр в местности Улу-Тогой)
- Горный (центр — село Бердигестях)
- Жиганский (центр — село Жиганск)
- Западно-Кангаласский (центр — Покровск)
- Колымский (центр — город Средне-Колымск)
- Ленский (центр — село Мухтуя)
- Мегежекский (центр — село Нюрба)
- Мегино-Кангаласский (центр — село Мая)
- Намский (центр — село Намское)
- Нижне-Колымский (центр — Нижне-Колымск)
- Оймяконский (центр — Оймякон)
- Олёкминский (центр — город Олёкминск)
- Пригородный (центр — город Якутск)
- Садынский (центр — село Туой-Хая)
- Саккырырский (центр — на реке Джандабыл)
- Сунтарский (центр — село Сунтарское)
- Таттинский (центр — посёлок Ытык-Кюель)
- Тимптонский (центр — Нагорное)
- Томмотский (центр — город Томмот)
- Томпонский (центр — на реке Томпо)
- Усть-Алданский (центр — посёлок Мюрю (Борогонцы))
- Усть-Майский (центр — посёлок Усть-Майя)
- Усть-Янский (центр — село Казачье)
- Учурский (центр — в устье реки Учура)
- Чурапчинский (центр — посёлок Чурапча)[26][49]

#### 1935—1962 годы
1 февраля 1935 года Вилюйско-Мархинский район был преобразован в Верхневилюйский район.
1 октября 1935 года постановлением Президиума ВЦИК был образован Оленёкский район с центром в Оленёкской культбазе в составе сельских советов: Джилиндинского, Кирбейского, Оленёкского, выделенных из Анабарского района и Шологонского, выделенного из Мегежекского района.
В 1936 году центр Аллаиховского района был перенесён в посёлок Чокурдах.
1 декабря 1936 года постановлением Якутского ЦИК был образован Токкинский эвенкийский национальный район с центром в местности Копро на реке Чара.
В феврале 1937 года Западно-Кангаласский район был переименован в Орджоникидзевский район.
20 апреля 1937 года из отдалённых населённых пунктов Намского, Горного и Вилюйского районов был образован Кобяйский район с центром в селе Кобяй.
В 1938 году Мегежекский район был переименован в Нюрбинский.
3 апреля 1939 года на юге Якутии был создан Алданский округ (центр — город Алдан), куда вошли Алданский, Тимптонский, Томмотский и Учурский районы.
В мае 1939 года посёлок Незаметный был переименован в город Алдан.
В 1939 году на части территории Таттинского, Томпонского и Усть-Майского районов был образован Аллах-Юньский район с центром в посёлке Аллах-Юнь (с 1948 по 1953 годы центр переносился в посёлок Эльдикан).
| Район                                     | Центр                | Сельсоветы, города и посёлки районного подчинения |
| ----------------------------------------- | -------------------- | --- |
| Якутск                                    |                      | |
| Абыйский                                  | село Абый            | Абыйский, Мойорский, Мугурдахский, Уолбутский, Урасалахский |
| Аллайховский                              | село Аллайха         | Аллайховский, Бёрёлёхский, Быянгнырский, Русско-Устьинский, Юкагирский |
| Аллах-Юньский                             | посёлок Аллах-Юнь    | Алысардахский, Батылинский, Бухалдинский, Евканджинский, Минорский, Охотский, Светлинский, Юдамский, Ыныкчанский; посёлок Аллах-Юнь |
| Амгинский                                 | село Амга            | Абагинский, Алтанский, Амгино-Нахарский, Амгинский, Бетюнский, Болугурский, Лячинский, Нахарский, Омоллонский, Покровский, Соморсунский, Сулгаччинский, Чакырский 1-й, Чакырский 2-й, Чамайкинский, Эмисский |
| Анабарский                                | село Саскылах        | Анабарский, Джесейский, Саскылахский |
| Булунский                                 | село Кюсюр           | Аринский, Борогонский, Булунский, Быковский, Кумах-Суртский, Кюп-Эжанский, Сиктяхский, Туматский, Тюметинский, Усть-Оленёкский, Хара-Улахский; посёлок Тикси |
| Верхне-Вилюйский                          | село Верхне-Вилюйск  | Асыкайский, Ботулинский 1-й, Ботулинский 2-й, Быраканский, Дюллюкинский, Кулятский, Кырыкыйский, Кянтинский, Магасский, Мейитский, Намский, Оноготчутский, Онхойский, Оргатский, Оросутский, Сургулукский, Тобуйский, Удюгейский 1-й, Удюгейский 2-й, Урючейский 2-й, Харбалахский, Хомустатский, Хоринский 1-й, Хоринский 2-й, Ыйлатский                                                                                                  |
| Верхоянский                               | город Верхоянск      | Адычинский, Борулахский, Бустахский, Дулгалахский, Кангалахский, Сартанский, Табалахский, Эгинский 1-й, Эгинский 2-й, Янский; город Верхоянск |
| Вилюйский                                 | город Вилюйск        | Баппагайский, Бекчегинский, Борогонский, Жахутский, Жемконский, Кедандинский, Кулятский 1-й, Кулятский 2-й, Кулятский 3-й, Кыргыдайский, Модутский, Орготский, Оттунский, Сыралтынский, Тасагарский, Тенюргястяхский, Тогуйский, Тогуйский 1-й, Тогуйский 2-й, Тылгынинский, Угулятский, Хагынский, Халбатский, Чочуйский 1-й, Чочуйский 2-й, Эдемтинский; город Вилюйск                                                                   |
| Горный                                    | село Бердигестях     | Атамайский 1-й, Атамайский 2-й, Кировский, Маганинский, Магано-Нюрмаганинский, Малтанский, Мытахский, Одунинский 1-й, Одунинский 2-й, Октябрьский, Шологонский, Эргитский |
| Жиганский                                 | село Жиганск         | Жиганский, Коноринский, Линдинский, Сыалахский, Хатылинский |
| Кобяйский                                 | село Кобяй           | Кобяйский, Кокуйский, Лючинский 1-й, Лючинский 2-й, Мукучинский, Нижилинский, Сангарский, Ситтинский 1-й, Ситтинский 2-й, Теинский |
| Ленский                                   | село Мухтуя          | Витимский, Меитско-Татаканский, Мухтуйский, Нахарский, Нерюктейский, Ноторский, Нюйский, Хамринский; посёлок Пеледуй |
| Мегино-Кангаласский                       | село Майя            | Алтанский, Арагасский, Батаринский 1-й, Батаринский 2-й, Догдогинский, Дойдинский, Долдинский, Жабыльский, Жанходинский, Мегюренский 1-й, Мегюренский 2-й, Мельжахсинский 1-й, Мельжахсинский 2-й, Моерудский 1-й, Моерудский 2-й, Нахарский 1-й, Нахарский 2-й, Нерюктейский, Тарагайский, Тыллыминский 1-й, Тыллыминский 2-й, Хаптагайский 1-й, Хаптагайский 2-й, Харанский, Ходоринский, Холгуминский 1-й, Холгуминский 2-й, Чалгинский |
| Момский                                   | село Хону            | Догдо-Чыбагалахский, Индигирский, Момский, Тебюляхский, Улахан-Чистайский, Эсяляхский |
| Намский                                   | село Намцы           | Арбынский, Бетюнский, Кобяконский, Кусаган-Эльский, Маймагинский, Модутский 1-й, Модутский 2-й, Никольский, Одейский 1-й, Одейский 2-й, Салбанский, Тастахский, Тюбятский, Хамагаттинский, Хатын-Аринский 1-й, Хатын-Аринский 2-й, Хомустахский 1-й, Хомустахский 2-й |
| Нижне-Колымский                           | село Нижне-Колымск   | Нижне-Колымский, Олерский, Походский, Халлерчинский |
| Нюрбинский                                | село Нюрба           | Аканинский, Андайбытский, Бестяхский, Бордонский 1-й, Бордонский 2-й, Бордонский 3-й, Жарханский 1-й, Жарханский 2-й, Кангаласский 1-й, Кангаласский 2-й, Кочайский, Кугдарский, Кукакинский, Мальжагарский 1-й, Мальжагарский 2-й, Мархинский, Мегежекский, Нюрбинский, Одейский, Омолдонский, Сюльский, Таркайский, Токосовский, Тыалыкинский, Тюмюкский, Хорулинский, Чукарский                                                         |
| Оймяконский                               | село Оймякон         | Борогонский 1-й, Борогонский 2-й, Сордоннохский, Тарын-Юряхский |
| Оленёкский национальный эвенкийский район | посёлок Оленёк       | Джелиндинский, Кирбейский, Оленёкский, Суханский, Шологонский |
| Олёкминский                               | город Олёкминск      | Абагинский, Амгино-Олёкминский, Заречный, Кеминский, Кочегаровский, Кыллахский, Кятчинский, Мальжегарский, Нерюктейский 1-й, Нерюктейский 2-й, Нохтуйский, Саныяхтахский, Тегенский, Урицкий; город Олёкминск |
| Орджоникидзевский                         | село Покровское      | Булгунняхтатский, Жемконский 1-й, Жемконский 2-й, Жерский, Иситский, Качикатский, Малтанский 1-й, Малтанский 2-й, Малтанский 3-й, Мальжегарский 1-й, Мальжагерский 2-й, Мальжагерский 3-й, Мальжагерский 4-й, Мальжагерский 5-й, Мальжагерский 6-й, Немюгюнский, Нерюктейский, Октемский, Синский, Тит-Аринский, Хахсыкский, Эргисский |
| Садынский                                 | село Туой-Хая        | Ботобинский, Садынский, Чонский |
| Саккырырский                              | село Батагай-Алыта   | Верхне-Бытантайский, Ламынхинский, Нижне-Батынтайский, Тюгисирский |
| Среднеколымский                           | город Средне-Колымск | Алазейский, Байдуйский, Верхне-Колымский, Кангаласский 1-й, Кангаласский 2-й, Мятюжский 1-й, Мятюжский 2-й, Сень-Кельский; город Средне-Колымск |
| Сунтарский                                | село Сунтар          | Аллагинский, Арылахский, Бордонский 1-й, Бордонский 2-й, Бордонский 3-й, Бутукайский, Верхне-Меитский, Вилючанский, Жарханский, Илимнирский, Кангаласский, Кокунский, Кюкяйский, Мелекинский, Мочусинский, Нахарский, Нерюктейский, Сунтарский, Тойбохойский, Тюбя-Жарханский, Тюбяйский, Хаданский, Хоринский, Чакырский |
| Таттинский                                | село Ытык-Кель       | Алданский 1-й, Алданский 2-й, Баягантайский 1-й, Баягантайский 2-й, Баяга-Идигейский, Баягинский, Егейский, Жереиняхский, Жехсогонский, Жулейский, Кюняйский, Лебегинский, Мегино-Алданский, Нижне-Амгинский, Октябрьский, Олбинский, Сасыльский, Селляхский, Татта-Игидейский, Таттинский, Терасинский, Усть-Амгинский, Хара-Алданский, Эсятский, Ынгинский                                                                               |
| Токкинский                                | село Копро           | Киндигирский, Токкинский, Чаринский, Ярханский |
| Томпонский                                | село Кюлюнкен        | Адыче-Нельгесинский, Мямяло-Годниканский, Сунтаро-Седюгинский, Тукулано-Баранинский |
| Усть-Алданский                            | село Борогонцы       | Батагайский, Баягантайский 1-й, Баягантайский 2-й, Бярийинский, Бярт-Усовский 1-й, Бярт-Усовский 2-й, Курбусахский 1-й, Курбусахский 2-й, Легойский 1-й, Легойский 2-й, Наяхинский, Ольтехский 1-й, Ольтехский 2-й, Онерский, Оспетский 1-й, Оспетский 2-й, Сасылаканский, Соттунский 1-й, Соттунский 2-й, Сынгахский, Тандинский, Тебиховский, Тюляхский, Хоринский, Чериктейский                                                         |
| Усть-Майский                              | село Усть-Мая        | Кюпский, Майдинский, Мильский, Ноторский, Усть-Майский, Эжанский, Юдальский |
| Усть-Янский                               | село Казачье         | Батагайский, Казачинский, Куринский, Омолойский, Силянняхский, Туматский, Усть-Янский, Юкагирский |
| Чурапчинский                              | село Чурапча         | Алагарский, Амгинский, Болтогинский, Кытанахский, Ожелунский, Соловьёвский, Сыланский, Хадарский, Хатылынский, Хаяхсытский, Хоптогинский, Чакырский, Чурапчинский |
| Якутский                                  | город Якутск         | Кильдемский, Кодесинский, Маганский, Мархинский, Павловский, Табагинский, Тулагино-Кильдемский, Хатасский, Хатын-Урахский |
| Алданский округ                           |                      | |
| Район                                     | Центр                | Сельсоветы и посёлки районного подчинения |
| Алдан                                     |                      | |
| Алданский                                 | город Алдан          | Верхне-Сталинский, Нимгерканский, Тыркандинский; посёлки: Второй Орочен, Джеконда, Нижне-Сталинск, Орочен, Селигдар, Усмун |
| Тимптонский                               | посёлок Чульман      | Алгаминский, Беллетский, Дельметский, Золотинский, Кабактанский, Нагорнинский, Неричинский, Чульманский; посёлок Кабактан |
| Томмотский                                | город Томмот         | Беллетский, Буягинский, Нюрмагинский |
| Учурский                                  | посёлок Чагда        | Алдано-Бытальский, Анаминский, Учуро-Бытальский, Чагдинский |

25 сентября 1943 года на основании указа Президиума ВС РСФСР районный центр Тимптонского района был перенесён из посёлка Нагорный в Чульман.
В период между 1941 и 1946 годами[когда?] в Хатангский район Таймырского (Долгано-Ненецкого) автономного округа был передан ряд территорий на западном берегу Хатангского залива (полуостров Хара-Тумус и окрестности).
В 1946 году был упразднён Алданский округ, его районы перешли в непосредственное подчинение АССР.
27 октября 1947 года был упразднён Садынский район. Его территория отошла к Ленскому (Ботуобинский (посёлок Тас-Юрях) сельсовет) и Сунтарскому районам (Садынский (посёлок Сюльдюкар) и Чуонинский (посёлок Чуона) сельсоветы).
В 1953 году Аллах-Юньский район был присоединён к Усть-Майскому. Одновременно с этим были упразднены Токкинский, Томмотский и Усть-Янский районы.
30 апреля 1954 года путём разукрупнения Среднеколымского района был образован Верхнеколымский район с центром в посёлке Зырянка. В том же году Таттинский район был переименован в Алексеевский район.. Центр Верхоянского район был перенесён из Верхоянска в Батагай, центр Оймяконского района — из Оймякона в Усть-Неру, центр Томпонского района — из Крест-Хальджая в Хандыгу.
В 1957 году центр Булунского района был перенесён в посёлок Тикси.
В 1959 году центр Кобяйского район был перенесён в Сангар. В том же году был упразднён Учурский район.

#### 1963—1991 годы
В 1963 году была проведена крупная административная реформа. Вместо существовавших районов были образованы Алданский, Бабушкинский, Ленский, Оймяконский и Усть-Майский промышленные районы, а также Абыйский, Алексеевский, Аллаиховский, Анабарский, Булунский, Вилюйский, Заречный, Индигирский, Кобяйский, Колымский, Ленинский, Момский, Нижнеколымский, Олёкминский, Оленёкский, Ордоникидзевский, Приморский, Среднеколымский, Среднеленский и Янский сельские районы.
4 марта 1964 года был упразднён Бабушкинский промышленный район, Индигирский сельский район был переименован в Томпонский, а Приморский — в Жиганский.
В 1965 году реформа низового АТД была признана неэффективной. 12 января 1965 года сельские и промышленные районы были преобразованы в «обыкновенные» районы и разукрупнены: образованы Амгинский, Верхневилюйский, Горный, Мегино-Кангаласский, Мирнинский, Намский, Сунтарский, Усть-Алданский и Чурапчинский районы. Заречный и Среднеленский сельские районы при этом упразднены.
5 января 1967 года Янский район был разделён на Верхоянский (центр — посёлок Батагай) и Усть-Янский районы.
В 1972 году центр Усть-Майского района был перенесён в посёлок Солнечный.
6 ноября 1975 года Указом Президиума Верховного Совета РСФСР был образован Нерюнгринский городской совет республиканского подчинения.
28 апреля 1983 года Указом Президиума Верховного Совета РСФСР в городе Якутске были образованы Октябрьский и Ярославский районы (упразднены 29 июля 1988 года).
21 апреля 1989 года постановлением Президиума Верховного Совета Якутской АССР из состава Верхоянского района был выделен Эвено-Бытантайский национальный район (центр — село Батагай-Алыта).
19 марта 1990 года постановлением Президиума Верховного Совета Якутской АССР Алексеевский район был переименован в Таттинский район.
27 сентября 1990 года Якутская АССР была провозглашена Якутской — Саха ССР.

### с 1991 года. Республика Саха (Якутия)
27 декабря 1991 года Якутская-Саха ССР была преобразована в Республику Саха (Якутия).
5 февраля 1992 года постановлением Верховного Совета Республики Саха (Якутия) Ленинский район был переименован в Нюрбинский район.
23 февраля 1992 года постановлением Верховного Совета Республики Саха (Якутия) административный центр Усть-Майского района из р.п. Солнечный перенесён в р.п. Усть-Мая.
16 октября 1992 года постановлением Верховного Совета Республики Саха (Якутия) Орджоникидзевский район был переименован в Хангаласский район.
12 октября 1993 года постановлением Верховного Совета Республики Саха (Якутия) название административно-территориальной единицы «район» заменено равнозначным названием «улус».
6 июля 1995 года Законом Республики Саха (Якутия) "Об административно-территориальном устройстве Республики Саха (Якутия) восстановлено традиционное название административно-территориальной единицы «наслег».
26 сентября 1997 года постановлением Палаты Республики Государственного Собрания (Ил Тумэн)Республики Саха (Якутия) п. Нюрба Нюрбинского улуса и п. Покровск Хангаласского улуса преобразованы в города республиканского значения.
30 ноября 2004 года законом Республики Саха (Якутия) «Об установлении границ территорий и о наделении статусом городского округа муниципальных образований Республики Саха (Якутия)» муниципальное образование «Жатай» было наделено статусом городского округа.
12 октября 2005 года постановлением Государственного Собрания Республики Саха (Якутия) Оленёкский улус получил статус эвенкийского национального.
8 ноября 2007 года административный центр Мегино-Кангаласского улуса был перенесён из села Майя в п. Нижний Бестях.
В 2008 году был образован Нерюнгринский район.
26 ноября 2008 года постановлением Государственного Собрания Республики Саха (Якутия) Жиганский улус получил статус эвенкийского национального.
| Городские округа                              |                     | |
| Округ                                         | Центр               | |
| Жатай                                         |                     | |
| Якутск                                        |                     | |
| Муниципальные районы                          |                     | |
| Улусы (районы)                                | Центр               | Наслеги (сельские) и городские поселения |
| Абыйский                                      | посёлок Белая Гора  | Абыйский, Майыарский национальный, Мугурдахский, Уолбутский, Урасалахский; «Посёлок Белая Гора» |
| Алданский                                     | город Алдан         | Национальный Анамы, Беллетский эвенкийский национальный, Чагдинский; «Город Алдан», «Город Томмот», «Посёлок Ленинский», «Посёлок Нижний Куранах»; межселенная территория (посёлки: Безымянный, Большой Нимныр, Лебединый (село Орочен-1), Ыллымах) 16 июня 2005 года постановлением Государственного Собрания Республики Саха (Якутии) были упразднены Буягинский и Якокутский наслеги. Их территория вошла в административное подчинение города Томмота и посёлка Ленинский, соответственно. |
| Аллаиховский                                  | посёлок Чокурдах    | Бёрёлёхский, Быянгнырский, Русско-Устьинский, Юкагирский; «Поселок Чокурдах» |
| Амгинский                                     | село Амга           | Абагинский, Алтанский, Амгино-Нахаринский, Амгинский, Бетюнский, Болугурский, Майский, Мяндигинский, Сатагайский, Соморсунский, Сулгаччинский, Чакырский, Чапчылганский, Эмисский |
| Анабарский национальный (долгано-эвенкийский) | село Саскылах       | Саскылахский национальный (эвенскийский), Юрюнг-Хаинский национальный (долганский) |
| Булунский                                     | посёлок Тикси       | Борогонский, Булунский национальный (эвенкийский), Быковский национальный (эвенкийский), Сиктяхский, Тюметинский, Хара-Улахский национальный; «Посёлок Тикси» |
| Верхневилюйский                               | село Верхневилюйск  | Балаганнахский, Ботулунский, Быраканский, Далырский, Дюллюкинский, Едюгейский, Кырыкыйский, Кэнтикский, Магасский, Мэйикский, Намский, Онхойский, Оргётский, Оросунский, Сургулукский, Тамалаканский, Туобуйинский, Харбалахский, Хомустахский, Хоринский, «Село Верхневилюйск» |
| Верхнеколымский                               | посёлок Зырянка     | Арылахский, Верхнеколымский, Нелемнский национальный (юкагирский), Угольнинский, Утаинский; «Посёлок Зырянка» |
| Верхоянский                                   | посёлок Батагай     | Адыччинский, Арылахский, Бабушкинский, Барыласский, Борулахский, Дулгалахский, Сартанский, Столбинский, Суордахский, Табалахский, Черюмчинский, Эгинский, Эльгесский, Янский; «Город Верхоянск», «Посёлок Батагай», «Посёлок Эсе-Хая» |
| Вилюйский                                     | город Вилюйск       | Арылахский, Баппагайинский, Бёкчёгинский, Борогонский, Ёкюндюнский, Жемконский, Кыргыдайский, Кюлетский 1-й, Кюлетский 2-й, Лёкёчёнский, Первый Тогусский, Тасагарский, Тогусский, Тылгынинский, Хагынский, Халбакинский, Чернышевский, Чочунский, Югюлятский; «Город Вилюйск», «Посёлок Кысыл-Сыр» |
| Горный                                        | село Бердигестях    | Атамайский, Бердигестяхский, Кировский, Маганинский, Малтанинский, Мытахский, Одунунский, Октябрьский, Шологонский |
| Жиганский национальный                        | село Жиганск        | Бестяхский, Жиганский, Линдинский, эвенкийское муниципальное образование «Кыстатыам» |
| Кобяйский                                     | посёлок Сангар      | Арыктахский, Кировский, Кобяйский, Куокуйский, Ламынхинский, Люччегинский 1-й, Люччегинский 2-й, Мукучунский, Нижилинский, Ситтинский, Тыайинский; «Посёлок Сангар» |
| Ленский                                       | город Ленск         | Беченчинский, Мурбайский, Наторинский, Нюйский, Орто-Нахаринский, Салдыкельский, Толонский, Ярославский; «Город Ленск», «Посёлок Пеледуй», «Посёлок Витим» |
| Мегино-Кангаласский                           | пгт Нижний Бестях   | Алтанский, Арангасский, Батаринский, Бютейдяхский, Догдогинский, Дойдунский, Доллунский, Жабыльский, Жанхадинский, Мегинский, Мегюрёнский, Мельжехсинский, Морукский, Нахаринский 1-й, Нахаринский 2-й, Нерюктяйинский, Рассолодинский, Тарагайский, Томторский, Тыллыминский, Тыллыминский 2-й, Тюнгюлюнский, Хаптагайский, Харанский, Ходоринский, Холгуминский, Хоробутский, Чыамайыкинский, «Наслег Бедимэ», «Село Майя»; «Посёлок Нижний Бестях»                                          |
| Мирнинский                                    | город Мирный        | Ботуобуйинский, Садынский национальный эвенкийский, Чуонинский; «Город Мирный», «Город Удачный», «Посёлок Айхал», «Посёлок Алмазный», «Посёлок Светлый», «Посёлок Чернышевский» |
| Момский национальный                          | село Хонуу          | Индигирский национальный, Момский национальный, Соболохский национальный, Тебюляхский национальный, Улахан-Чистайский национальный, Чыбагалахский национальный |
| Намский                                       | село Намцы          | Арбынский, Бетюнский, Едейский, Искровский, Кебекёнский, Ленский, Модутский, Никольский, Партизанский, Салбанский, Тастахский, Тюбинский, Фрунзенский, Хамагаттинский, Хатын-Арынский, Хатырыкский, Хомустахский 1-й, Хомустахский 2-й, «Село Маймага» |
| Нерюнгринский                                 | город Нерюнгри      | «Село Иенгра»; «Город Нерюнгри», «Посёлок Беркакит», «Посёлок Золотинка», «Посёлок Серебряный Бор», «Посёлок Хани», «Посёлок Чульман» |
| Нижнеколымский                                | посёлок Черский     | Походский, Халарчинский, национальное юкагирское муниципальное образование «Олёринский Суктул»; «Посёлок Черский» |
| Нюрбинский                                    | город Нюрба         | Аканинский, Бордонский, Дикимдинский, Едейский, Жарханский, Кангаласский, Кюндядинский, Мальжагарский, Мархинский, Мегежекский, Нюрбачанский, Октябрьский, Сюлинский, Таркайинский, Тюмюкский, Хорулинский, Чаппангдинский, Чукарский; «Город Нюрба» |
| Оймяконский                                   | посёлок Усть-Нера   | Борогонский 1-й, Борогонский 2-й, Сордоннохский, Терютский, Ючюгейский; «Посёлок Артык», «Посёлок Усть-Нера»; межселенная территория (посёлки: Ольчан, Нелькан, Предпорожный, Сарылах, Эльгинский, село: Арга-Мой) |
| Оленёкский национальный эвенкийский           | село Оленёк         | Жилиндинский национальный, Кирбейский национальный, Оленёкский национальный, Шологонский национальный |
| Олёкминский                                   | город Олёкминск     | Абагинский, Дабанский, Дельгейский, Жарханский, Киндигирский национальный, Кыллахский, Кяччинский, Мальжагарский, Мачинский, Нерюктяйинский 1-й, Нерюктяйинский 2-й, Олёкминский, Саныяхтахский, Солянский, Троицкий, Тянский национальный, Улахан-Мунгкунский, Урицкий, Хоринский, Чапаевский, Чаринский национальный, «Посёлок Заречный»; «Город Олёкминск» |
| Среднеколымский                               | город Среднеколымск | Алазейский, Байдинский, Берёзовский национальный (кочевой), Кангаласский 1-й, Кангаласский 2-й, Мятисский 1-й, Мятисский 2-й, Сень-Кюёльский, Хатынгнахский; «Город Среднеколымск» |
| Сунтарский                                    | село Сунтар         | Аллагинский, Арылахский, Бордонский, Вилючанский, Жарханский, Илимнирский, Кемпендяйский, Крестяхский, Куокунинский, Кутанинский, Кюкяйский, Кюндяйинский, Мар-Кюёльский, Нахаринский, Сунтарский, Тенкинский, Тойбохойский, Толонский, Туойдахский, Тюбяй-Жарханский, Тюбяйский, Устьинский, Хаданский, Хоринский, Шеинский, Эльгяйский |
| Таттинский                                    | село Ытык-Кюёль     | Алданский, Амгинский, Баягинский, Дайа-Амгинский, Жохсогонский, Жулейский, Игидейский, Октябрьский, Средне-Амгинский, Таттинский, Тыарасинский, Уолбинский, Усть-Амгинский, Хара-Алданский |
| Томпонский                                    | посёлок Хандыга     | Баягантайский, Мегино-Алданский, Охотперевозовской, Сасыльский, Теплоключевской, Томпонский национальный (эвенский), Ынгинский; «Посёлок Джебарики-Хая», «Посёлок Хандыга» |
| Усть-Алданский                                | село Борогонцы      | Батагайский, Баягантайский, Берт-Усовский, Борогонский, Бярийинский, Дюпсюнский, Курбусахский, Легёйский, Легёйский 2-й, Мюрюнский, Наяхинский, Ольтёхский, Онёрский, Оспёхский, Оспёхский 1-й, Суоттунский, Тит-Арынский, Тюляхский, Хоринский, Хоринский 1-й, Чериктейский |
| Усть-Майский                                  | посёлок Усть-Мая    | Кюпский национальный, Петропавловский национальный, Эжанский национальный, «Село Белькачи», «Село Усть-Миль»; «Посёлок Усть-Мая», «Посёлок Звёздочка», «Посёлок Солнечный», «Посёлок Эльдикан», «Посёлок Югорёнок»; межселенная территория (посёлки: Аллах-Юнь, Бриндакит, Ыныкчан) |
| Усть-Янский                                   | посёлок Депутатский | Казачинский национальный, Омолойский национальный, Силянняхский национальный, Туматский национальный, Усть-Янский национальный, Уяндинский национальный, Юкагирский национальный (кочевой); «Посёлок Депутатский», «Посёлок Нижнеянск», «Посёлок Усть-Куйга» |
| Хангаласский                                  | город Покровск      | Бестяхский, Жемконский 1-й, Жемконский 2-й, Жерский, Иситский, Качикатский, Мальжагарский 1-й, Мальжагарский 2-й, Мальжагарский 4-й, Мальжагарский 5-й, Октёмский, Немюгюнский, Синский, Техтюрский, Тит-Арынский, Тумульский; «Город Покровск», «Посёлок Мохсоголлох» |
| Чурапчинский                                  | село Чурапча        | Алагарский, Арылахский, Бахсытский, Болтогинский, Болугурский, Кытанахский, Мугудайский, Ожулунский, Соловьёвский, Сыланский, Тёлёйский, Хадарский, Хатылынский, Хаяхсытский, Хоптогинский, Чакырский, Чурапчинский |
| Эвено-Бытантайский национальный               | село Батагай-Алыта  | Верхне-Бытантайский, Нижне-Бытантайский, Тюгясирский |